# Emmermeer
Emmermeer is een woonwijk in de plaats Emmen, in de Nederlandse provincie Drenthe. De wijk is de eerste uitbreiding van Emmen. De bouw was een gevolg van de groeiende industrialisatie, die in de jaren 50 bedoeld was om de grote werkloosheid in zuidoost Drenthe tegen te gaan.

## Ontstaan
De naam van de huidige wijk Emmermeer is afkomstig van een meer dat oorspronkelijk op deze plek lag. Dat meer was ongeveer 40 hectare groot en lag er tot ongeveer 1857. Het was ondiep en lag 20 meter boven NAP. Het was omgeven door hogere gebieden. In het westen een es die +26 mNAP lag. In het oosten lag een heuvelrug van +24 mNAP ontstaan door zandverstuiving: de Wolfsbergen. In het noorden lag het Emmerveld, het latere Valtherbos, dat op +25 mNAP lag. Binnen deze hogere gebieden was er met de jaren dit Emmermeer ontstaan. Het verdient ook eerder de naam ven dan meer en had niet altijd dezelfde grootte. De hoeveelheid regen die er viel, bepaalde de hoogte van de waterstand. Schapenboeren moesten voor het wassen van hun schapen regelmatig uitwijken naar de diepere gracht van de Emmerschans of naar het zandmeertje in de Emmerdennen.

## Locatie
Het gebied waar het ondiepe meer lag tot rond 1857 is sinds de jaren 50 dus een woonwijk en ligt tussen de straten Hadderstraat, Meerstraat, Walstraat en de huidige Warmeerweg. Een van de oudste straten van Emmen is de Warmeerweg, wat ‘war meer’ oftewel ‘ondiep meer’ betekent. Het was oorspronkelijk een zandpad, dat helemaal langs de oostelijke oever van het meer liep. Het vormde de verbinding tussen Weerdinge, door het bos en langs het meer, naar Emmen. Het zandpad is al honderden jaren oud.
Aan een van de oevers lag het Rosingdijkje. De familie Rosing had in de tijd van Napoleon het alleenrecht gekregen om tabak te mogen verbouwen en dat gebeurde op bovengenoemde dijk.

## Verdwijning meer
Het verdwijnen van het oorspronkelijke meer komt doordat het Oranjekanaal werd gegraven. Tussen de Drentse hoofdvaart in Smilde en het Van Echtenkanaal in Klazienaveen werd tussen 1853 en 1858 een nieuw verbindingskanaal gegraven. Tot 1850 was Emmen geheel agrarisch georiënteerd en voor twee derde omsloten door venen. In de jaren na 1850 begon men met de ontginning van die veengebieden en daarvoor was ontsluiting via het water nodig. Dit was de aanleiding voor het graven van het Oranjekanaal. Dat kanaal heeft een hoogteverschil van 7 meter en bij Emmen is het waterpeil van het Oranjekanaal lager dan dat van het Emmermeer. Dit had tot gevolg dat dit meer langzaam maar zeker droog viel. Na de eerste graafwerkzaamheden was het ter plekke nog lange tijd moerassig en nat. Het gebied rond de huidige Nijkampenweg en H. Boomstraat waren een van de laatste stukken die nat bleven, maar die werden opgevuld met zand.

## Heden
Nog steeds hebben deze straten last van hoog water na grote regenval. Die gebieden werden geschikt gemaakt als landbouwpercelen (kampen) en werden ook zo genoemd: de Nijkampen en de Nijkampenweg zijn daar voorbeelden van. Het noordwestelijke deel van het opgedroogde meer had geen vruchtbare grond. Hier groeide heel veel heide, het werd daar de Haagse nieuwe kamp genoemd. Het gebied werd aangewezen voor rondtrekkende kermisartiesten en handelaars met woonwagens. Dwars door het uiteindelijk ingedroogde meer vormden zich met de tijd zandpaden.
Een meer dat op topografische kaarten te lezen was rond 1820 onder de naam ‘Emmen meer’ is verdwenen.
Sinds de jaren 50 is dus de woonwijk Emmermeer vanaf die plek gebouwd. De eerste woningen kwamen er echter al in 1920. Na de Tweede Wereldoorlog kwam er een steeds grotere behoefte aan woonruimte. Emmen ontwikkelde zich economisch en landbouwgebieden werden opgeofferd. Vooral langs de grote zandwegen, dwars door het oude meer, werden sociale woningen gebouwd. Uiteindelijk is er niets meer te vinden van het oorspronkelijke meer dan wat oude foto’s, plattegronden en verhalen. De naam Emmermeer is echter gebleven ; de wijk, de buurtvereniging, de basisschool, winkels en bedrijven.

## Hunebedden
Op de Schimmeres ten westen van Emmermeer liggen drie hunebedden: D41, D42 en D43. Het laatstgenoemde hunebed is het enige langgraf in Nederland. Even ten noorden van de wijk bevinden zich nog vier hunebedden D35, D38, D39 en D40 in het Valtherbos.